# Кизилшилік (Баянаульський район)
Кизилшилі́к (каз. Қызылшелек) — село у складі Баянаульського району Павлодарської області Казахстану. Входить до складу Торайгировського сільського округу.
Населення —  (2021; 330 у 2009, 339 у 1999, 481 у 1989).
Національний склад станом на 1989 рік:
- казахи — 100 %

У радянські часи село називалось також Кизилшилік 1-й.